# 我不是你的黑鬼
《我不是你的黑鬼》（英語：I Am Not Your Negro）是一部2016年美國和德國合拍的紀錄片，改編自詹姆斯·鲍德温未完成的手稿《記住這所房子》。電影由拉烏爾·佩克執導，山繆·傑克森擔任旁白。紀錄片透過鮑德溫對民權領袖美德加·艾维斯、麥爾坎·X和馬丁·路德·金恩的回憶，以及對美國歷史的個人觀察，探討了美國種族主義的歷史。《我不是你的黑鬼》在第89屆奧斯卡金像獎上提名最佳纪录片奖，並贏得英國電影學院獎最佳紀錄片。

## 票房
《我不是你的黑鬼》在美國的票房收入為7,123,919美元，國際票房收入達1,221,379美元。IndieWire網站將本片的財務成功部分歸因於在奧斯卡金像獎提名宣布前不久上映，在異常多的城市上映，以及在非傳統電影院上映，優異的口碑產生口耳相傳。

## 外部連結
- 官方网站
- 互联网电影数据库（IMDb）上《我不是你的黑鬼》的资料（英文）
- 爛番茄上《我不是你的黑鬼》的資料（英文）